# Gaj (Russia)
Gaj (in russo Гай?) è una città di circa 40.000 abitanti dell'oblast' di Orenburg, nella Russia europea sudorientale. È il capoluogo del rajon Gajskij, pur essendone amministrativamente autonoma.